# De Havilland Canada DHC-3 Otter
de Havilland Canada DHC-3 Otter – jednosilnikowy samolot wielozadaniowy, będący następcą modelu DHC-2 Beaver o własnościach krótkiego startu i lądowania STOL, wolnonośny górnopłat o metalowej konstrukcji (pierwszy lot 12 grudnia 1951).

## Historia
Z założenia miała to być powiększona wersja DHC-2 Beaver z możliwością przewozu do 14 pasażerów lub 1000 kg ładunku. Podobnie jak poprzednik, mógł być wyposażony w różne typy podwozia. Dla ułatwienia przewozu wielkowymiarowych przesyłek powiększono boczne drzwi. Używany był między innymi przez Armię Stanów Zjednoczonych (jako YU-1, następnie U-1A), Marynarkę Stanów Zjednoczonych (oznaczenie UC-1, następnie U-1B), oraz Królewskie Kanadyjskie Siły Lotnicze (CSR-123).

## Wersje
- Vardax Vazar Dash-3: modyfikacja DHC-3 Otter polegająca na zmianie silnika z gwiazdowego na turbinowy Pratt&Whitney Canada PT6A-135 o mocy 552kW (750KM). Zmiana ta pozwoliła na zmniejszenie masy własnej samolotu do 1905 kg.
- DHC-3-T Turbo Otter: modyfikacja wyposażona w silniki Pratt & Whitney Canada PT6A-27 o mocy 500kW (680KM) lub Pratt & Whitney Canada PT6A-34 560kW (750KM).
- Airtech Canada DHC-3/1000 Otter: modyfikacja wykonana przez Airtech Canada, polegająca na zastosowaniu silnika PZL Kalisz ASz-62IR o mocy 746kW (1000KM).